# Wayne Williams
Wayne Bertram Williams (nascido em 27 de maio de 1958) é um criminoso condenado americano e suspeito de ser um serial killer que atualmente está cumprindo pena de prisão perpétua pelos assassinatos de dois homens em Atlanta, no estado da Geórgia, em 1981. Embora nunca tenha sido julgado pelos assassinatos adicionais, ele também é considerado responsável por pelo menos 24 dos 30 assassinatos de Atlanta entre 1979 e 1981, também conhecidos como "Assassinatos de Crianças de Atlanta".